# أنارستان (نارستان)
أنارستان (بالفارسية: انارستان) هي قرية تقع في إيران في قسم نارستان الريفي. يقدر عدد سكانها بـ 40 نسمة بحسب إحصاء 2016.